# Navy Cross
A Navy Cross (magyar fordításban Haditengerészeti kereszt)  az amerikai haditengerészet legrangosabb kitüntetése, és egyben a Medal of Honor után a bátorságért adható második legmagasabb kitüntetés is.
Általában a haditengerészet, a tengerészgyalogság és a parti őrség tagjai kapják, de elvileg bármelyik fegyvernem képviselőinek odaítélhetik. A kitüntetést az Amerikai Egyesült Államok Kongresszusa alapította és fogadta el 1919. február 4-én.
A Navy Cross megfelelője a légierőben az Air Force Cross, a szárazföldi erők megfelelője pedig a Distinguished Service Cross. A kitüntetést James Earl Fraser tervezte.

## Hatályba lépése
A Navy Crosst először 1917. április 6-án ítélték meg.

## Odaítélésének feltételei
A Navy Crosst bármelyik fegyveres erőnél szolgáló katona kaphatja meg, aki a tengerészgyalogságnál, a haditengerészetnél vagy a parti őrségnél állomásozik, és olyan kiemelkedő bátorságról tesz tanúbizonyságot, amely még nem érdemli ki a Medal of Honor odaítélését. A hőstettnek az alábbi három feltétel egyikének kell megfelelnie:
1. Az Egyesült Államok ellen harcoló ellenséges erőkkel szemben történt.
2. Ellenséges erők elleni katonai cselekményben történt.
3. Baráti csapatokkal szolgált egy olyan összecsapásban, amelyben az USA hadviselő félként nem vett részt.

Ahhoz, hogy valakit Navy Crossra terjesszenek fel, a hőstettet nagy vészhelyzetben vagy jelentős személyes kockázat árán kell végrehajtani, méghozzá olyan módon, hogy a hős a tettével messze kiemelkedjen a többi azonos beosztású, tapasztalatú vagy felelősségű katona közül. Több kisebb jelentőségű bátor tett összevonása nem indok a Navy Cross odaítéléséhez. A Navy Cross eredeti feltételrendszere szerint harci cselekményen kívüli hőstettért is oda lehetett ítélni, ám egy 1942. augusztus 7-ei törvénymódosítás után már csak harci cselekmény következményeként kapható.

## Viselési sorrend
Eredetileg a Navy Cross a Medal of Honor és a Navy Distinguished Service Medal után a haditengerészek által viselhető harmadik legmagasabb katonai kitüntetés volt, de 1942-ben a Kongresszus felülvizsgálta ezt a sorrendet, és a Distinguished Service Medal fölé helyezte. Azóta a Navy Crosst a Medal of Honor után és minden más kitüntetést megelőzve kell viselni.

## Kisdíszítései
A Navy Cross többszörös odaítélését a szalagsávra rögzített, 5/16-od col méretű arany csillagokkal jelzik.

## Megjelenése és jelképei

### Előlap
Az 1,5 hüvelyk széles lekerekített szárú kereszt ágai között négy bogyóterméses babérlevél látszik. A kereszt közepén egy késői 16. században használt karavellára hasonlító hajó halad balra a hullámos tengeren. A díjat tervező James Earl Fraser a haditengerészeti akadémia jelképe illetve a haditengerészeti és tengerészeti hagyományok hangsúlyozására választotta ezt a hajótípust. A termést hozó babérlevelek a teljesítményt jelképezik.

### Hátlap
A bronz kereszt közepén két, az 1850-es évek előtti időszakból származó keresztbetett horgony látható, horgonylánccal együtt. A horgonyokon a haditengerészetet jelképező USN betűk olvashatók.

### Szalagsáv
A tengerkék szalagsáv közepén egy fehér sáv található. A kék szín a tengerészeti szolgálatra utal, a fehér pedig a tiszta önzetlenséget jelképezi.

## Lásd még
- Az Egyesült Államok fegyveres erőinek kitüntetései

## Külső hivatkozások
- Navy Cross (angol nyelven). gruntsmilitary.com. [2012. március 11-i dátummal az eredetiből archiválva]. (Hozzáférés: 2010. november 29.)
- Recipients Of The Navy Cross - A Navy Cross itüntetettjei. (angol nyelven). homeofheroes.com. [2010. december 30-i dátummal az eredetiből archiválva]. (Hozzáférés: 2010. november 29.)